# The Stranded
Pour les articles homonymes, voir Stranded.
The Stranded (alphasyllabaire : เคว้ง, romanisation : Kweng, litt. « Bobine »), ou Au creux des vagues au Québec, est une série télévisée de thriller fantastique à énigme thaïlandaise en sept épisodes entre 46 et 53 minutes, créée par Christian Durso et mise en ligne mondialement le 15 novembre 2019 sur Netflix. Il n'y a que des sous-titres en français dans les pays francophones.
Initialement, la série devait compter seulement que six épisodes.
Il s’agit de la première série thaïlandaise diffusée sur Netflix dans 190 pays.

## Synopsis
C’est le dernier jour à l’école d’élite sur l’île de Pintu, et tout le monde doit rentrer en bateau avant dix-huit heures. Certains y restent encore pour fêter leur dernière année, au profit de l’éclipse. Arrive la nuit, alors accompagné de son père, Kraam (Papangkorn Lerkchaleampote) tente de se joindre les trente-six camarades comme il avait promis à un de ses amis une fois fini son travail. L’éclipse est visible… mais, au même moment, le tsunami se dirige vers la côte. Le père lui ordonne de rentrer dans la voiture. Ils se noient.
Quelques jours après, l’île est saccagée. Tous les étudiants ayant survécu à la catastrophe se sont réunis à l’établissement, y compris Kraam…

## Distribution
- Papangkorn Lerkchaleampote : Kraam
  - Darren Keilan : Kraam, de l’autre monde
  - Thanchanok Jaroenput : Kraam, bébé
- Chayanit Chansangavej : May
  - Nicole Fong : May, de l’autre monde
- Chutawut Phatrakampol : Anan
- Oabnithi Wiwattanawarang : Joey
- Kittisak Patomburana : Ice
  - Hao Do : Ice, de l’autre monde
- Ticha Wongthipkanont : Ying
- Chaleeda Gilbert : Arisa
- Chanya McClory : Nahm
  - Naomi Amante : Nahm, de l’autre monde
- Tatchapol Thitiapichai : Gun
  - Tenzing Norgay Trainor : Gun, de l’autre monde
- Tanapon Sukhumpantanasan : Krit
- Pamiga Sooksawee : Jan
- Siwat Jumlongkul : Jack
- Wynn Pawin Kulkaranyawich : Nat
- Sinjai Plengpanich : le professeur Lin
- Michelle Fang : Neoy
- Winai Kraibutr : le père de Kraam
- Sasithorn Panichnok : la mère de Kraam
- Sarunyu Wongkrachang : le père d'Anan
- Hattaya Wongkrachang : la mère d'Anan

## Production

### Développement
La série est réalisée en collaboration des productions GMM Grammy et H2L Media Group, ainsi que les équipes aux États-Unis, à Singapour et en Thaïlande.

### Tournage
Le tournage a lieu sur une île en mer d'Andaman pendant quatorze jours, ainsi que dans de différentes provinces de Thaïlande.

### Fiche technique
Sauf indication contraire ou complémentaire, les informations mentionnées dans cette section proviennent du générique de fin de l'œuvre audiovisuelle présentée ici.
- Titre original : เคว้ง
- Titre international et français : The Stranded
- Titre québécois : Au creux des vagues
- Réalisation : Sophon Sakdaphisit (ou Sopon Sukdapisit)
- Scénario : Sophon Sakdaphisit et Chawanwit Imchai
- Casting : Atis Thammaruja
- Décors : Pawas Sawatchaiyamet
- Costumes : Suthee Muarnwacha
- Photographie : Chukiat Narongrit
- Son : Nakorn Kositpaisain et Suchada Supromin
- Montage : Chonlasit Upanigkit et Peeradol Amarin et Ittiwat Poobandit
- Musique : Vichaya Vatanasapt
- Production : Ekachai Uekrongtham

Production déléguée : Ekachai Uekrongtham, Gary Levinsohn, Billy Hines, Steven Sims, Christian Durso, Paiboon Damrongchaitham, Boosaba Daorueng, Kittisak Chuang-a-roon et Rafah Damrongchaitham
- Sociétés de production : Bravo! Studios, GUMM Studios International et H2L Media Group
- Société de distribution : Netflix
- Pays de production :  Thaïlande
- Langue originale : thaï
- Genre : thriller fantastique à énigme
- Durée : 46-53 minutes
- Date de diffusion :
  - Monde : 15 novembre 2019 sur Netflix

## Épisodes
1. Les Ruines (The Ruins)
2. Le Retour (The Return)
3. Le Code (The Code)
4. La Chute (The Fall)
5. La Mutinerie (The Mutiny)
6. L'Attaque (The Attack)
7. La Porte (The Gate)

## Accueil

### Critique
Une semaine après la diffusion, Internet Movie Database mentionne une note de 6,3 sur 10, avec 11 critiques. Allociné mentionne 2,8 sur 5 avec deux critiques.